# Меленский диптих
Меленский диптих (1450) — двухпанельная картина маслом французского придворного художника Жана Фуке.

## Сюжет
Картина состоит из двух частей, которые в настоящее время находятся в разных городах: левая створка — в Берлине, правая — в Антверпене. Специалисты давно предполагали, что это две части одного диптиха, но только современные исследования смогли доказать достоверность этой гипотезы. Было установлено, что обе доски, использованные для написания картин, являются частью одного и того же дерева — дуба, срубленного около 1446 года.
Диптих получил название Меленский по городу Мелён, в соборе Нотр-Дам которого он находился.

### Заказчик
Заказчиком картины являлся Этьен Шевалье (1410—1474), королевский казначей. Он изображён на левой части диптиха коленопреклоненным в молитве. Рядом стоит его покровитель святой Стефан (по-французски Этьен), легко узнаваемый по Евангелию в руке и по изображению камня, одним из которых он был забит до смерти. Мученик должен передать от имени заказчика прошение деве Марии, изображённой на правом створке диптиха. Богородица восседает в небесах на троне, который поддерживают ангелы. Её левая грудь обнажена, на коленях сидит младенец Иисус, указывающий пальцем на казначея — это знак того, что его мольбы были услышаны. Диптих висел столетия в родном городе Этьена Шевалье Мелёне над его гробницей в соборе Нотр-Дам. Диптих должен был оставаться в соборе вечно, как вечно должны были служить мессу за упокой его души каждое утро в 06:00 утра.
«Этьен» высечено золотыми буквами на мраморной колонне. Этьен одет в праздничный, подбитый мехом, наряд, с модными в то время широкими плечами. Он служил сначала секретарем у Карла VII, потом нотариусом и налоговым ревизором. В середине века он отвечал за финансы королевства. При дворе, где, по словам Жоржа Шатильена, никто правды не говорил, Этьен Шевалье считался человеком неподкупным и внушающим доверие. Недаром как метресса короля, так и сам король назначили его своим душеприказчиком.

### Покровитель
Покровитель Этьена Шевалье, святой Стефан, изображён в синем одеянии, окаймлённом на рукавах и вороте золотом. Евангелие, которое святой держит в руках, принадлежало казначею короля. Он, как и король, коллекционировал богато украшенные манускрипты.
На Евангелии лежит камень, которым святой Стефан был убит. Исследователи Кембриджского университета и Дартмутского колледжа установили, что основой для изображения камня стало ашельское рубило, на что указывает весьма детальная прорисовка сколов и сходство с такими предметами из ашельских стоянок на Юге Франции.

### Самая красивая женщина в мире

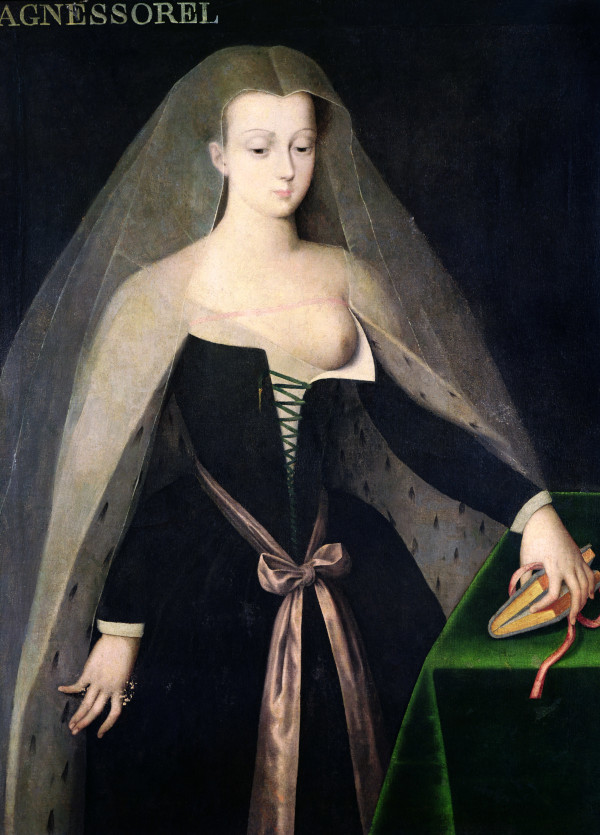
Портрет Агнессы Сорель неизвестного художника

Дева Мария представляет собой загадку. Её высокая грудь вовсе непохожа на грудь кормящей матери. Историк Йохан Хёйзинга видел в ней легкое дуновение декадентской безбожности. По одной из версий дева Мария носит черты Катерины, жены Этьена Шевалье, умершей в 1452 году и погребённой рядом с мужем. Но вероятней всего в виде Богородицы на картине изображена Агнесса Сорель — возлюбленная короля Карла VII, умершая в 1450 году.

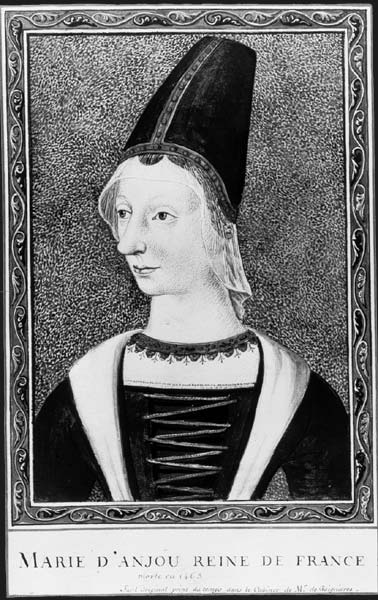
Мария Анжуйская, жена Карла VII

В возрасте 20 лет она впервые появилась при французском дворе, и сорокалетний король влюбился в неё до беспамятства. Об этом свидетельствует придворный хронист Шастилье. А Энеа Сильвио Пикколомини, будущий папа Пий II, писал в своих мемуарах: 
Во время трапезы, в постели, на королевском совете — она всегда должна была быть вместе с ним.
 Супруга Карла Мария была занята воспитанием четырнадцати детей — набожная и с
лицом, по словам Шастелье, которое даже англичанам нагнало бы страху.
Правая створка диптиха исполнена в сине-бело-красных тонах — гербовых цветах короля.

## История полотна
Когда для реставрации соборной церкви Нотр-Дам в 1775 году потребовались деньги, диптих, вопреки завещанию заказчика, был разделён на две части, которые были проданы по отдельности. После Французской революции правую створку купил бургомистр Антверпена, и с 1840 года она находится в местном музее.
Левую створку обнаружил в Базеле немецкий поэт Клеменс Брегенс. Он узнал в ней работу Фуке по миниатюрам художника в собрании своего брата. В 1896 году картина оказалась в Берлинском собрании картин.